# 레오 마르티네즈

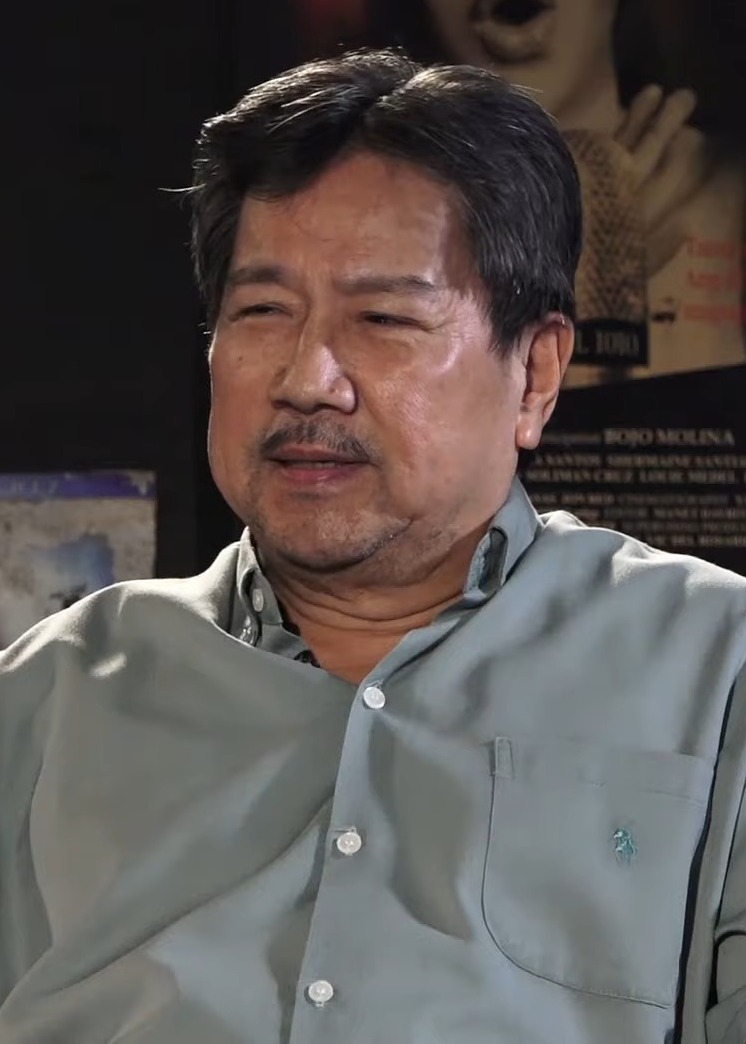

레오 마르티네즈(Leo Martinez, 1963년 2월 3일 ~ )는 필리핀의 희극 배우이다.
필리핀에서 태어났다.

## 영화
- 워킹 벡스 (2016년)
- 소 이츠 유 (2014년)
- 패그패그 (2014년)
- 와팩맨 (2009년)
- 러브 온 라인 (2009년)
- 아이 오브 이글 3 - 랑 메이 (1990년)
- 사이공 코만도 (1988년)
- 달콤한 복수 (1987년)
- 실크 (1986년)
- 닌자 (1981년)
- 홍콩 투쟁 (1976년)
- 임파서블 드림 (1973년)
- 스키릿 오브 더 세이크리드 포레스트 (1970년)